# Asphalt Legends Unite
Asphalt Legends Unite (bis Juli 2024 Asphalt 9: Legends) ist ein im Jahr 2018 veröffentlichtes Rennspiel. Das Spiel wurde von Gameloft Barcelona entwickelt und von Gameloft veröffentlicht. Es ist der neunte Hauptteil der Asphalt-Reihe. Veröffentlicht wurde es am 26. Juli 2018 für Windows 10, Android und iOS. Am 8. Oktober 2019 wurde das Spiel für die Nintendo Switch im Nintendo eShop freigeschaltet, es konnte jedoch bereits vorher vollständig heruntergeladen werden. Das zunächst als Asphalt 9: Legends bekannte Spiel wurde 2024 im Rahmen eines umfangreichen Updates in Asphalt Legends Unite umbenannt.

## Gameplay
Das Gameplay von Asphalt Legends Unite ist dem von Asphalt 8: Airborne ähnlich. Unterschiede lassen sich jedoch in der Grafik und dem Design erkennen. Der Spieler kann 225 Autos sammeln. Wie bereits in den vorherigen Spielen sind die Autos in fünf Kategorien (D, C, B, A und S) aufgeteilt. Nach Asphalt 6: Adrenaline und Asphalt 7: Heat ist erstmals wieder die Nitro-Schockwelle enthalten. Diese wurde in Asphalt 8: Airborne erst Ende 2023/Anfang 2024 mit einem Update eingeführt.
Im Spiel ist auch wieder ein Karriere- und Mehrspielermodus enthalten. Der Karriere-Modus ist in fünf Abschnitte unterteilt. Jeder Abschnitt enthält verschiedene Rennen. Im Mehrspielermodus spielt man gegen andere Personen und das Rankingsystem ist in Bronze, Silber, Gold, Platin und Legende unterteilt. Neben dem klassischen Rennmodus enthält Asphalt Legends Unite auch den Modus „Time Attack“, bei dem das Fahrzeug die Ziellinie vor dem Ablaufen der Zeit erreichen muss. Auch ist der Modus „Hunted“ enthalten, bei welchem man sich eine Verfolgungsjagd mit der Polizei liefert.
Im Spiel erneut enthalten sind Rennstrecken aus älteren Spielen, wie San Francisco, Shanghai und New York. Ebenfalls gibt es auch einige neue wie Rom, Kairo, die Karibik, Himalaja und Nevada.

## Entwicklung
Asphalt 9: Legends wurde bereits wie die Vorgänger Asphalt 6: Adrenaline und Asphalt 8: Airborne von Gameloft Barcelona entwickelt. Das Spiel benutzt die Bullet Physics Engine und die Jetengine als Spiel-Engine.
Die ersten Gerüchte über Asphalt 9: Legends stammen aus dem Jahr 2017, als Gameloft ein Bild auf Twitter postete, welches Gameloft Barcelona beim Erstellen einer neuen Map zeigte, welche nicht in Asphalt 8 enthalten war. Laut Gameloft sollte Asphalt 9 im Sommer 2017 veröffentlicht werden, damals unter dem Namen Asphalt 9: Shockwave. Zunächst wurde das Spiel für iOS als Soft Launch für die Philippinen am 26. Februar 2018 und am 22. März für Thailand freigegeben. Am 17. Mai 2018 wurde es auf den Philippinen auch für Android veröffentlicht. Die Vorregistrierung für Asphalt 9 begann am 29. Juni 2018. Am 24. Juli 2018 kündigte Gameloft in einem Livestream an, dass Asphalt 9 am 26. Juli 2018 weltweit veröffentlicht wird.
Im Juli 2024 erhielt das Spiel ein umfangreiches Update, dessen Kernelement plattformübergreifendes Spielen ist.

## Rezeption
Eine Woche nach Veröffentlichung für Nintendo Switch wurde das Spiel bereits über eine Million Mal heruntergeladen.